# 東松山ショッピングセンター
東松山ショッピングセンター（ひかしまつやまショッピングセンター）は、かつて埼玉県東松山市箭弓町にあった複合商業施設。

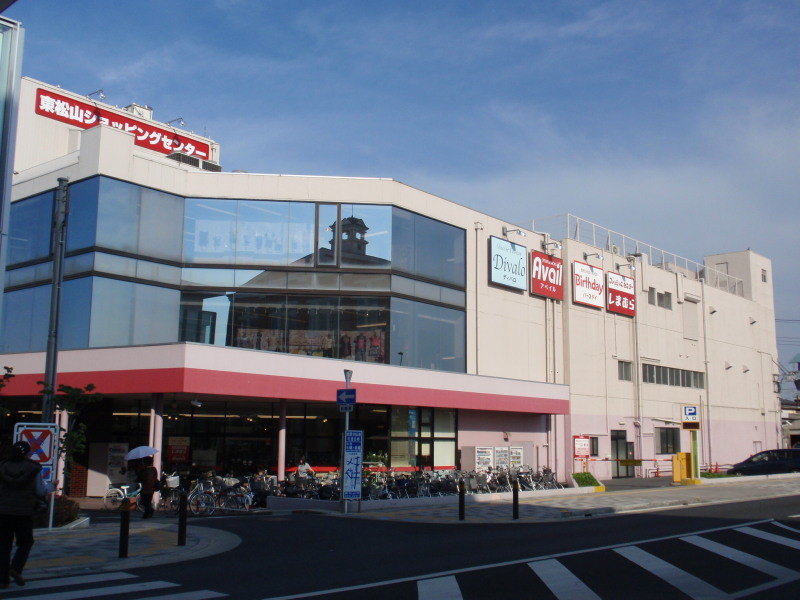
東松山ショッピングセンター

## 概要
比企郡小川町で創業した「しまむら」は、1963年（昭和38年）5月に東松山市材木町にチェーン1号店をオープンし、本社機能を比企地方の中心都市である東松山市に移すが、1970年（昭和45年）5月には食品スーパーマーケットの「マミーマート」と共同出費により、同社の複合商業施設の先駆けとなった「東松山ショッピングセンター」を東松山駅前にオープンし、1982年（昭和57年）に大宮市（現：さいたま市）宮原町に本社移転するまでの間、当施設に本社機能が設置されていた。
建物は、地上3階建、店舗面積4,386m2で、当初1階にスーパーマーケット「マミーマート」、2階にファッションセンター「しまむら」、3階にボウリング場が入居していたが、2002年（平成14年）に改装され、しまむらグループが全フロア（「しまむら」「アベイル」「バースディ」「ディバロ」）を使用するようになったが、東日本大震災の翌日の2011年3月12日をもって閉店となった。
跡地は「東松山駅前ファッションモール」（ファッションセンターしまむら、アベイル）が2011年秋にオープンした。

## アクセス
- 東武東上本線東松山駅東口前

## 周辺のしまむら店舗
- 東松山ファッションモール （東松山市小松原町）
  - ファッションセンターしまむら
  - シャンブル
- 高坂ファッションモール （東松山市あずま町）
  - ファッションセンターしまむら
  - アベイル